# ІНТБ
ІНТБ — місцевий телевізійний канал м. Тернополя.
Офіційно телеканал розпочав мовлення 2 червня 2007 року під позивним і логотипом «Smile-TV».
Із 1 жовтня 2009 року мовить під позивним і логотипом «ІНТБ».
25 січня 2010 року розпочалось онлайн-мовлення в Інтернеті.
8 вересня 2018 року телеканал розпочав ефірне цифрове мовлення (DVB-T2, H.264/MPEG-4 AVC) у 5-му мультиплексі у кількох містах Тернопільської області.

## Покриття
Ефірне цифрове мовлення (5-й мультиплекс):
- Тернопіль (37 ТВК)
- Кременець (43 ТВК)
- Бучач (47 ТВК)
- Чортків (50 ТВК)

У вказаних містах, а також у м. Теребовля та смт. Гусятин, телеканал присутній у пакетах провайдерів кабельного телебачення.
Онлайн-трансляція в Інтернеті:
- Увесь світ.

## Програми
На початках, більшість ефірного часу займала музика. Поступово, мережа мовлення наповнювалася програмами власного виробництва. Блок інформаційних програм («Новини», «Погода», «Про важливе»), авторські програми: «Телевітамінки» (дитяча), «Страва від Шефа» (кулінарна), «Art-терія» (про культуру), «Made in Ternopil» («Зроблено в Тернополі» — про місцевих виробників), «З голови до п'ят» (про здоров'я), телепроєкт «Мій лицарський хрест» та інші.
Канал співпрацює з рядом київських продакшн-студій, зокрема «FM-TV» та іншими.